# جغد نیرومند
جغد نیرومند (نام علمی: Ninox strenua) نام یک گونه از سرده شاهین‌بوف است. این جغد بومی جنوب شرقی و شرق استرالیا است و بزرگترین جغد آن قاره است.